# Betta anabatoides
El betta gigante, Betta anabatoides es una especie de pez de la familia Osphronemidae.

## Biotopo y distribución
Habita en Bandjarmasin, Borneo, Singapur, Sumatra, Indonesia.
Se desconoce su tipo de biotopo.

## Forma y tamaño
Es una especie el cual es la más grande del género, además de ser menos agresiva. La hembra mide entre 8 y 12 cm mientras que el macho va de los 9 a los 12 cm. Aunque se ha obtenido ejemplares de 15 a 16 cm, probablemente haya ejemplares aún más grandes.

## Coloración y diferencias sexuales
El macho suele ser más grande que la hembra además de tener un color gris plateado a simple vista, en cuanto a mayores diferencias sexuales, el macho tiende en tener color azul verdoso en forma de perlas en la aleta caudal, además de ser más robusto y agresivo.

## Características del acuario
Debe contar con suficiente espacio de modo que la longitud mínima es de 80 cm.
- pH del agua: 4.5-4.8
- Dureza del agua: 1.0
- Temperatura:  27 ºC-30 ºC

## Alimentación
Prefiere alimentos vivos como lombriz, gusano, artemia, nimitas, infusorios, dadmia, micro gusano de avena, larvas de mosquitos o sancudos, etc.

## Comportamiento
Es una especie pacífica, no es muy territorial.

## Reproducción
Desconocida. Se cree que es un Incubador bucal, típico abrazo en todos los Bettas, aún no se han reproducido en cautividad.

## Especies compatibles
Otros pequeños peces. No debe mantenerse solo.
- Datos: Q5532123
- Multimedia: Betta anabatoides / Q5532123
- Especies: Betta anabatoides